# Számjegy
A számjegyek a számrendszeres számírásban a számok írására használt karakterek: a ma használt helyiértékes tízes számrendszerben ezek 0, 1, 2, 3, 4, 5, 6, 7, 8, 9. A tíznél nagyobb alapszámú számrendszerekben még a betűk is számjegyek. A római számírásban hét betűt használnak számjegyként.